# 斯莫爾岩
斯莫爾岩（英語：Small Rock），是南極洲的岩石，位於南奧克尼群島的西格尼島東部，處於貝恩特森角以北0.4公里的博爾赫灣入口處，在1933年由英國研究隊命名，現時由南極條約體系管理。